# Dorcasomus
Dorcasomus is een kevergeslacht uit de familie van de boktorren (Cerambycidae). De wetenschappelijke naam van het geslacht werd voor het eerst geldig gepubliceerd in 1834 door Audinet-Serville.

## Soorten
Dorcasomus omvat de volgende soorten:
- Dorcasomus batesi Quentin & Villiers, 1970
- Dorcasomus capensis Quentin & Villiers, 1970
- Dorcasomus delegorguei Guérin-Méneville, 1845
- Dorcasomus ebulinus (Fabricius, 1787)
- Dorcasomus gigas Aurivillius, 1914
- Dorcasomus mirabilis Quentin & Villiers, 1970
- Dorcasomus pinehyi Quentin & Villiers, 1970
- Dorcasomus urundiensis Quentin & Villiers, 1970